# Керувальні символи ANSI
Керувальні символи ANSI (англ. ANSI escape code) — символи, що включаються в текст і використовуються для зміни форматування, кольору, та інших налаштувань виводу тексту на текстовий термінал.

## Приклади
Щоб змінити формат виводу, треба надрукувати в терміналі послідовність символів "\033[КОДm", де замість КОД — число з таблиці що знаходиться нижче. Приклад:
```
print
 
"Звичайний текст. 
\033
[94m А тепер синій. 
\033
[0m І знову звичайний"

```

| Код     | ДІя                                                   |
| ------- | ----------------------------------------------------- |
| 0       | Вимкнути всі атрибути (повернутись в нормальний стан) |
| 1       | Яскравий (чи жирний)                                  |
| 3       | Курсив                                                |
| 4       | Підкреслений                                          |
| 5       | Блимання (повільно, менш як 150 разів на хвилину)     |
| 6       | Блимання (швидке)                                     |
| 7       | Негатив (обміняти колір фону і шрифту)                |
| 9       | Закреслений                                           |
| 10-19   | Змінити шрифт                                         |
| 20      | Змінити шрифт на Fraktur                              |
| 30–37   | Колір тексту (30 + x, x з таблиці нижче)              |
| 40–47   | Колір фону (40 + x, x з таблиці нижче)                |
| 90–99   | Яскравий колір тексту                                 |
| 100–109 | Яскравий колір фону                                   |

| Яскравість | 0     | 1   | 2     | 3      | 4    | 5       | 6    | 7     |
| ---------- | ----- | --- | ----- | ------ | ---- | ------- | ---- | ----- |
| Звичайна   | Black | Red | Green | Yellow | Blue | Magenta | Cyan | White |
| Висока     | Black | Red | Green | Yellow | Blue | Magenta | Cyan | White |